# پنج شب با فردی ۲
پنج شب با فردی ۲ (به انگلیسی: Five Nights at Freddy's 2) بازی ویدئویی ترس و بقا مستقل است که توسط اسکات کاتن ساخته و منتشر شده است. این دومین قسمت از مجموعه پنج شب با فردی است. بازی مانند نسخه قبلی خود در یک پیتزا فروشی خیالی اتفاق می‌افتد که در آن بازیکن نقش یک نگهبان امنیتی را ایفا می‌کند که باید از خود در برابر شخصیت‌های متخاصم انیماترونیک که شب‌ها در آن مکان پرسه می زنند دفاع کند.
کاتن اولین بار در سپتامبر ۲۰۱۴، تنها یک ماه پس از انتشار اولین بازی، تیزر بازی بعدی را منتشر کرد. این بازی در تاریخ ۲۰ آبان ۱۳۹۳، زودتر از تاریخ انتشار برنامه ریزی شده آن در ۴ دی ۱۳۹۳ بر روی استیم منتشر شد. نسخه‌های موبایلی این بازی برای اندروید و آی‌اواس به ترتیب در ۲۱ و ۲۹ آبان ۱۳۹۳ منتشر شد. و نسخه‌های نینتندو سوئیچ، پلی استیشن ۴ و اکس‌باکس وان در ۸ آذر ۱۳۹۸ منتشر شد.
این بازی عمدتاً نقدهای مثبتی از سوی منتقدان دریافت کرد، آنها گیم پلی وحشت آفرین آن را تحسین کردند اما از سختی آن در مقایسه با نسخه قبلی خود انتقاد کردند. سومین بازی از این سری، پنج شب با فردی ۳، در ۱۱ اسفند ۱۳۹۳ منتشر شد.

## گیم‌پلی

یک اسکرین شات از گیم پلی که دفتر بازیکن را با منگل در راهرو نشان می‌دهد

مانند بازی اول، پنج شب با فردی ۲ یک بازی ویدئویی ترس و بقا با عناصر اشاره و کلیک است. بازیکنان نقش یک نگهبان امنیتی را بر عهده می‌گیرند که باید از شیفت شب در یک پیتزافروشی خیالی جان سالم به در ببرد، بدون اینکه مورد حمله شخصیت‌های انیماترونیک که در ساختمان سرگردان هستند قرار بگیرد. انیماترونیک‌ها شامل نسخه‌های بازسازی‌شده فردی، بانی، چیکا و فاکسی از بازی اول، و همچنین نسخه‌های قدیمی و فرسوده‌شان است. دو شخصیت کاملاً جدید نیز وجود دارند، از جمله یک شخصیت عروسکی مانند به نام پاپت و یک انیماترونیک انسان‌نما به نام پسر بادکنکی.
مانند بازی اول، بازیکن به تنهایی در یک دفتر می نشیند و نمی‌تواند دفتر را ترک کند، اما می توانند حرکات انیماترونیک‌ها را از طریق شبکه‌ای از دوربین‌های امنیتی که در سرتاسر ساختمان قرار داده شده است، ردیابی کنند. این دفتر دارای سه ورودی، یک راهرو و دو دریچه هوای جانبی است که انیماترونیک‌ها از طریق آنها می‌توانند وارد دفتر شوند. بر خلاف بازی قبلی، نمی‌توان در را به روی آنها بست(اصلا دری در بازی وجود ندارد) اما می‌توان با چراغ‌ها، آنها را فراری داد.
بازیکن می‌تواند با استفاده از ماسک یک انیماترونیک، از حمله توسط اکثر شخصیت ها جلوگیری کند. با این حال، این استراتژی روی فاکسی یا پاپت که با وسایل دیگری دفع می‌شوند، کار نخواهد کرد. یک چراغ قوه باید بارها و بارها به داخل راهرو تابیده شود تا فاکسی را از خود دور کند، و پاپت توسط یک جعبه موسیقی که باید توسط بازیکن با استفاده از دکمه‌‎ای روی فید دوربین بسته شود، نگه داشته میشود. برخلاف بازی اول، منبع انرژی برای استفاده از دوربین و نور، نامحدود است، اما این مورد در مورد چراغ قوه صدق نمی کند. اگر باتری آن تمام شود، بازیکن در برابر حمله، آسیب پذیر می‌شود. اگر بازیکن نتواند از خود در برابر هر گونه انیماترونیک دفاع کند، به جز پسر بادکنکی، که به جای آن در دفتر بازیکن ظاهر می شود و چراغ قوه او را غیرفعال می‌کند، جامپ‌اسکر می شود.
پس از جامپ‌اسکر بازیکن، این احتمال وجود دارد که به جای صفحه باخت معمول روی صفحه، یک مینی‌گیم به سبک آتاری ظاهر شود که در آن بازیکن، یکی از شخصیت‌های انیماترونیک را کنترل می کند. مینی‌گیم‌ها بینشی در مورد داستان بازی را ارائه می دهند.
این بازی شامل پنج شب اصلی است، که به تدریج در سختی افزایش می یابد. تکمیل تمام پنج شب اصلی، شب ششم دشوارتر را باز می‌کند، که به نوبه خود قفل هفتمین "شب سفارشی" را پس از اتمام باز می کند. در این شب، بازیکن می تواند سختی هر انیماترونیک را تنظیم کند یا یکی از ده چالش از پیش تعیین شده را بازی کند.

## داستان
بازیکن نقش جرمی فیتزگرالد، یک نگهبان امنیتی جدید در پیتزافروشی فردی فزبر را بر عهده میگیرد (اگرچه نامش یکسان است، اما این مکان با مکان بازی اول، فرق می‌کند). یک کارمند ناشناس (که گمان می رود مرد پشت تلفن از بازی قبلی باشد) هر شب با جرمی با تلفن دفتر تماس می گیرد تا در مورد تاریخچه رستوران، مشاوره و اطلاعاتی ارائه دهد. او توضیح می‌دهد که رستوران «جدید و بهبودیافته» انیماترونیک‌های جدیدی را معرفی کرده است که دارای نرم‌افزار تشخیص چهره ویژه و دسترسی به پایگاه داده جنایی برای محافظت از کودکان در برابر آسیب‌های احتمالی است. با وجود این ویژگی‌ها، ربات‌ها با حالت شب مناسب برنامه ریزی نشده بودند. هنگامی که آنها سکوت را تشخیص می‌دهند، برنامه نویسی آنها به آنها می گوید که در اتاق اشتباهی هستند و آنها به دنبال نزدیکترین منبع سر و صدا هستند تا افرادی را برای سرگرمی پیدا کنند، که اتفاقاً آنجا دفتر جرمی است. مرد پشت تلفن همچنین توضیح می‌دهد که انیماترونیک‌های قدیمی‌تر در رستوران زندگی می‌کنند، اما از آنجایی که شرکت رستوران تصمیم گرفت شخصیت‌ها را دوباره طراحی کند، آنها برای قطعات یدکی به شکلی ضعیف نگهداری می‌شوند.
همانطور که بازی جلو می‌رود، مرد پشت تلفن به شایعات پیرامون رستوران اشاره می‌کند و بعداً نشان می‌دهد که موضوع تحقیقات پلیس است. مینی‌گیم‌های سبک آتاری بینشی را در مورد گذشته آشفته رستوران ارائه می‌دهند، به این معنی که این رستوران، محل قتل چند کودک توسط یک فرد بی‌نام بود که با یک چهره بنفش نشان داده شده است. در شب پنجم بازی، جرمی با صدای مرد پشت تلفن، مطلع می‌شود که رستوران به دلیل یک رویداد نامشخص در حالت قفل قرار گرفته است تا مطمئن شود هیچ کارمندی، چه حال و چه سابق، نمی‌تواند وارد یا خارج شود. او همچنین اشاره می‌کند که نگهبانی روزانه رستوران جای خالی دارد و جرمی ممکن است به آن ارتقا یابد. جرمی در پایان شب پنجم، مورخ نوامبر ۱۹۸۷، چکی دریافت می‌کند که نشان می‌دهد این بازی پیش درآمدی برای قسمت اول است.
در شب ششم، مرد پشت تلفن به جرمی اطلاع می‌دهد که رستوران به دلایل نامعلومی بسته شده است، البته به استفاده شخصی از "لباس زرد زاپاس" و اختلال در عملکرد انیماترونیک‌های رستوران صدا اشاره می کند که او قصد دارد تا جرمی را به عنوان نگهبان شبانه رستوران پس از بازگشایی آن به عهده بگیرد، و جرمی روز بعد در یک شیفت روز برای جشن تولد کار خواهد کرد. پس از اتمام شب، روزنامه‌ای نشان داده می‌شود که بسته شدن رستوران را اعلام می کند و بیان می‌کند که انیماترونیک‌های جدید طراحی شده حذف خواهند شد، اما همتایان قدیمی آنها برای بازگشایی یک رستوران کوچک‌تر، نگه داشته می‌شوند که به رویدادهای بازی اول منجر می شود.
در هفتمین "شب سفارشی"، بازیکن به عنوان یک شخصیت جدید به نام فریتز اسمیت عمل می کند. پس از اتمام این شب، فریتز به دلیل دستکاری در انیماترونیک و بوی بد اخراج می‌شود.

## توسعه و انتشار
مدت کوتاهی پس از انتشار پنج شب با فردی، کاتن، توسعه دهنده بازی، شایعات درباره دنباله بازی را تائید. کرد. تنها یک ماه پس از انتشار بازی اصلی، کاتن یک تیزر از یک دنباله را در صفحه وب خود پست کرد و تا زمان انتشار بازی به ارسال تیزر ادامه داد. یک تریلر از بازی در اکتبر ۲۰۱۴ منتشر شد و یک نسخه دمو ویژه به یوتیوبرهای خاصی مانند مارکیپلایر داده شد.
این بازی برای مایکروسافت ویندوز در ۲۰ آبان ۱۳۹۳، زودتر از انتشار برنامه ریزی شده آن در ۴ دی ۱۳۹۳ به دلیل مشکلات مربوط به انتشار نسخه دمو منتشر شد. نسخه اندروید و آی‌اواس در ۲۱ و ۲۹ آبان همان سال و نسخه نینتندو سوئیچ، پلی‌استیشن ۴ و اکس‌باکس وان در ۸ آذر ۱۳۹۸ منتشر شدند.

## پذیرایی
| گردآورنده | امتیاز     |
| --------- | ---------- |
| متاکریتیک | PC: 62/100 |

| ناشر                     | امتیاز     |
| ------------------------ | ---------- |
| دستراکتید                | PC: 7/10   |
| گیم‌زبو                   | MOB:       |
| نینتندو لایف             | NS:        |
| پی‌سی گیمر (ایالات متحده) | PC: 70/100 |
| TouchArcade              | MOB:       |

پنج شب با فردی ۲ با توجه به جمع‌آوری بررسی متاکریتیک، نقدهای "مختلط یا متوسط" دریافت کرد و به نسخه ویندوز امتیاز ۶۲ از ۱۰۰ را اختصاص داد. عمری پتیته برای پی‌سی گیمر به بازی امتیاز ۷۰ از ۱۰۰ داد و آن را "یک بازی ترسناک عمیقاً در فریب و ظرافت، یک مهمانی فوق‌العاده بی‌رحمانه از رمز و راز ماوراء طبیعی و تکان‌های آدرنالین وحشتناک" نامید.
دستراکتید نظر مثبتی ارائه کرد و اظهار داشت که "کاملاً وحشتناک است که بدانید هر لحظه ممکن است از راه‌های مختلف مورد حمله قرار بگیرید"، معرفی انیماترونیک‌ها و مکانیک‌های جدید را تحسین کرد، اما از جامپ‌اسکرها انتقاد کرد و بازی را "به نفع خودش خیلی سخت" خواند. تاچ‌آرکد عقیده داشت که این بازی «تقریباً از هر نظر» بهتر از بازی قبلی خود بود، اگرچه به دشواری بازی اشاره کرد که «ممکن است بعضی‌ها پشت کنند.». در بررسی نسخه نینتندو سوئیچ بازی در سال ۲۰۱۹، میچ ووگل از نینتندو لایف گفت: "پنج شب با فردی ۲ ممکن است لزوما چرخ را دوباره اختراع نکند، اما هنوز هم شما را روی لبه صندلی خود نگه می دارد.